# Alexei Nikolajewitsch Romanow

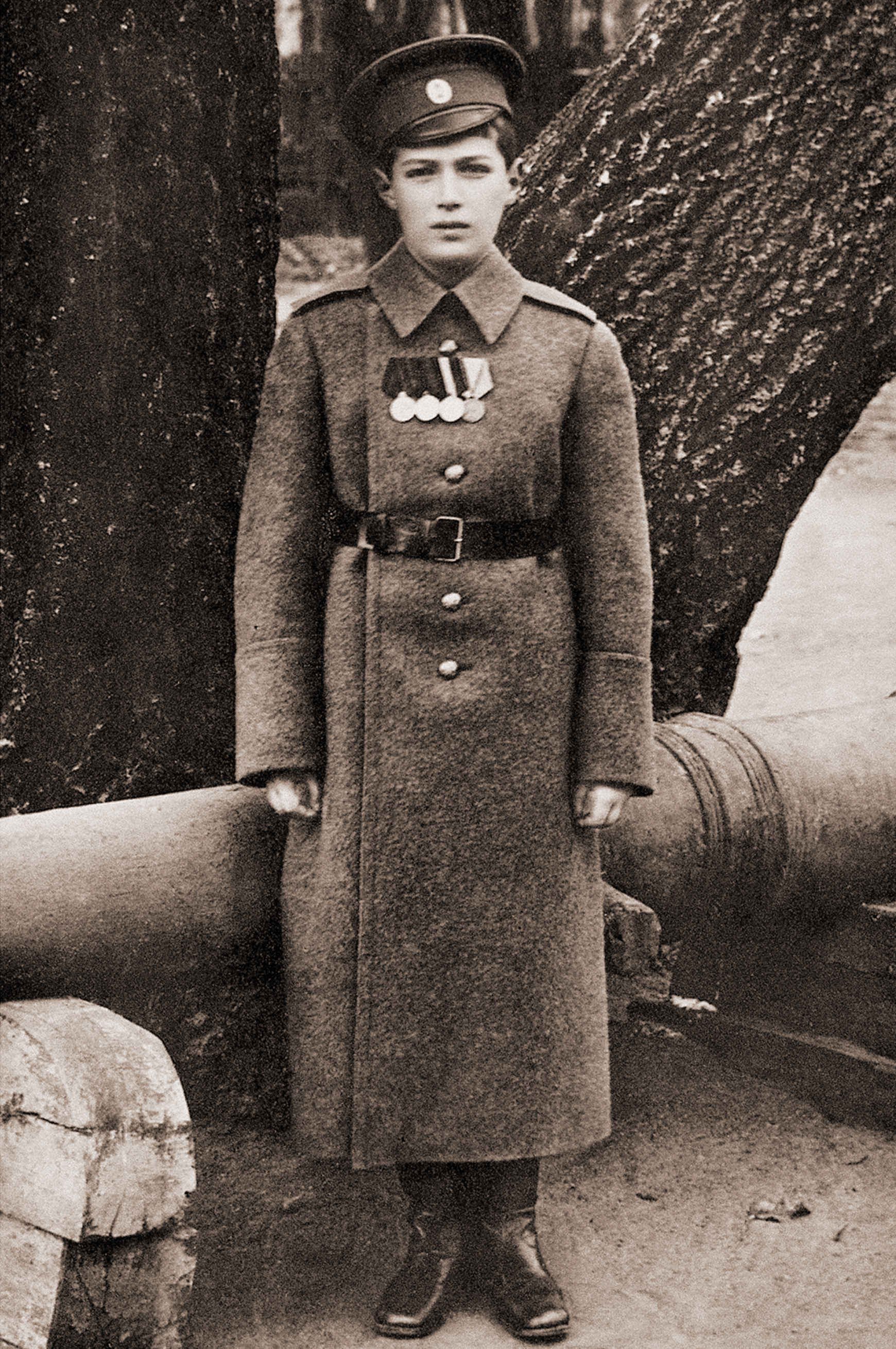
Alexei Nikolajewitsch Romanow, 1916

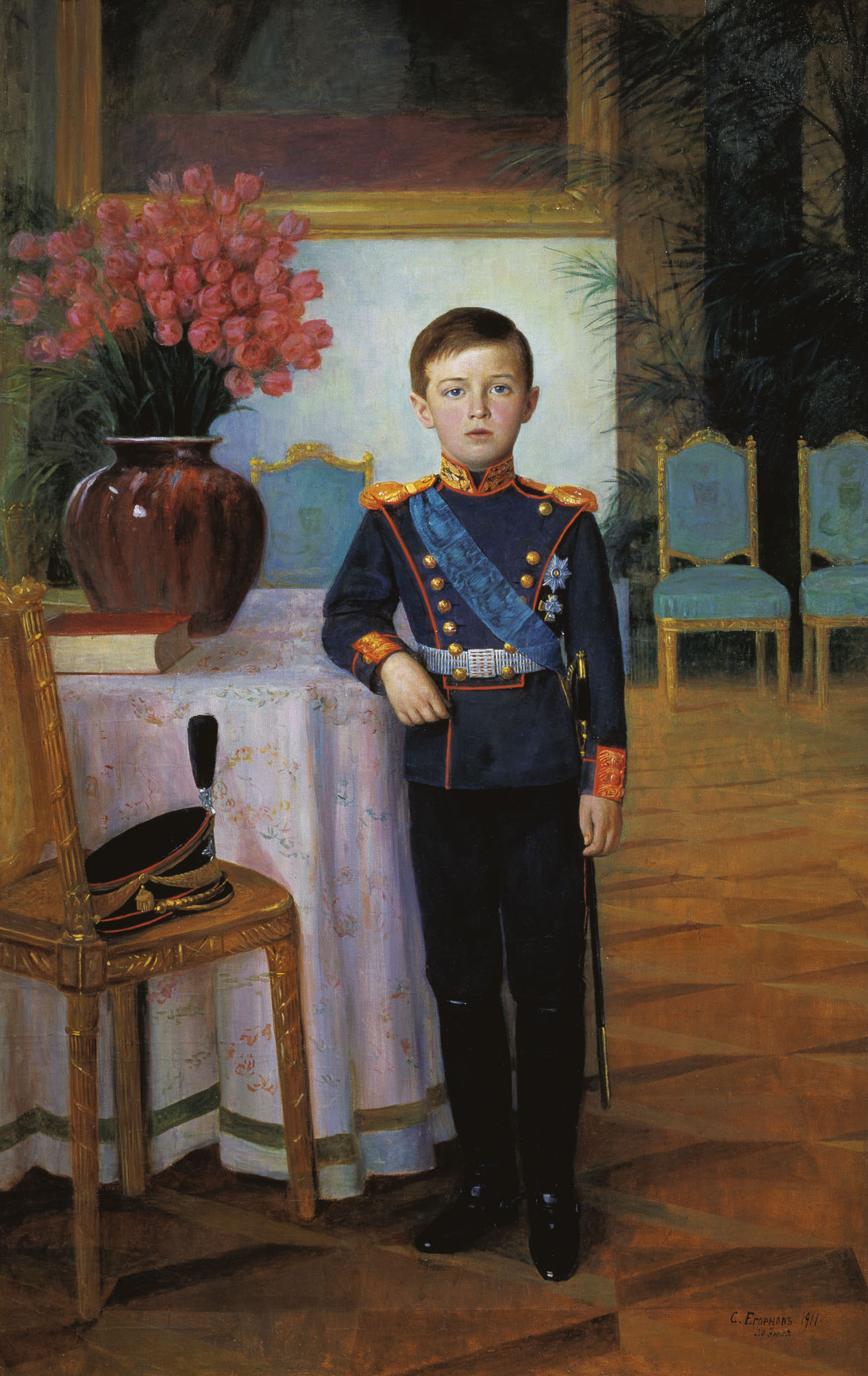
Porträt des Zarewitsch Alexei von Sergei Jegornow (1860–1920)

Alexei Nikolajewitsch Romanow (russisch Алексѣй Николаевичъ Романовъ; * 30. Julijul. / 12. August 1904greg. in Peterhof; † 17. Juli 1918 in Jekaterinburg) war der einzige Sohn und jüngstes Kind des letzten russischen Zaren Nikolaus II. aus dem Geschlecht der Romanow-Holstein-Gottorp und seiner Frau Alexandra Fjodorowna, vormals Alix von Hessen-Darmstadt. Er war der letzte Zarewitsch und ist ein Heiliger der russisch-orthodoxen Kirche. Seine Schwestern waren Olga, Tatjana, Maria und Anastasia.

## Leben

### Kindheit und Krankheit
Alexei wurde am 3. September 1904 in der Kapelle im Schloss Peterhof getauft. Seine wichtigsten Paten waren seine Großmutter, Zarin Maria Fjodorowna und sein Großonkel, Großfürst Alexei Alexandrowitsch. Weitere Paten waren seine älteste Schwester Olga, sein Urgroßvater König Christian IX. von Dänemark, König Eduard VII. von Großbritannien und Irland, dessen Thronfolger Prinz Georg und der deutsche Kaiser Wilhelm II. Die Predigt wurde von Johannes von Kronstadt gehalten und das Kind wurde von Prinzessin Galitzine, der Herrin der Roben, zum Taufbecken gebracht. Als Vorsichtsmaßnahme hatte sie Gummisohlen, um nicht zu stolpern und ihn fallen zu lassen. 
Von seiner Mutter hatte er die Bluterkrankheit (Hämophilie B) geerbt. Diese Krankheit kann bis zu seiner Urgroßmutter mütterlicherseits, Königin Victoria von Großbritannien und Irland, zurückverfolgt werden. Alexei musste oft das Bett hüten und jede noch so kleine Verletzung vermeiden. Aufgrund von inneren Blutungen und aggressiver Medikation hatte er oft große Schmerzen zu erdulden. 
Der kleine Junge wurde bei vielen öffentlichen Veranstaltungen von starken Matrosen getragen, damit die Gefahr von Verletzungen möglichst gebannt wurde. Diese Matrosen waren Nagorny und Derewenko. Alexei machte sich über den stämmigen Derewenko lustig und verspottete ihn, weil er nicht mit dem flinken Nagorny mithalten konnte.

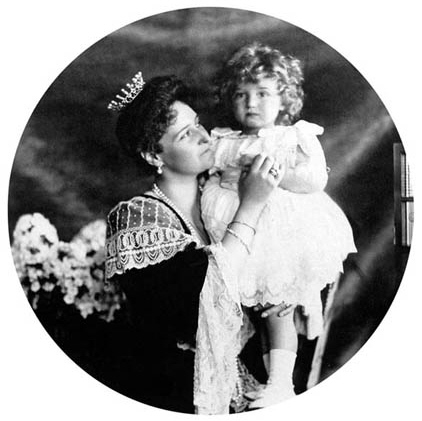
Alexei mit seiner Mutter 1906

Seine Krankheit war in den ersten Jahren als Staatsgeheimnis gehütet worden, bis der deutsche Kaiser Wilhelm II. auf einem Staatsbesuch einen großen blauen Fleck auf der Stirn des Jungen entdeckte und dieser im Laufe der Tage des Staatsbesuches nicht mehr verschwand. Wilhelm, selbst ein Enkel Königin Victorias und damit ein Cousin von Alexeis Mutter, kannte sich mit der Bluterkrankheit sehr gut aus, da zwei Söhne seines Bruders Heinrich auch daran litten.
Die Zarenkinder wuchsen in einer behüteten und familiären Atmosphäre auf, da die Eltern größten Wert darauf legten, dass die Kinder nicht von Gouvernanten großgezogen wurden, wie es bei den meisten Königshäusern der damaligen Zeit üblich war. Seine Eltern und Schwestern waren in ihn vernarrt und er war als Baby in der Familie bekannt. Später wurde er auch liebevoll Aljoscha (Алёша) und Ljoschka (Лёшка) genannt. 
Von seiner Kindheit sind sehr viele Fotografien erhalten, da eines der großen Hobbys der Zarenfamilie das Fotografieren war. 
„Alexei war das Zentrum dieser vereinten Familie, er war im Mittelpunkt aller ihrer Hoffnungen und Gefühle“, schrieb sein Lehrer, Pierre Gilliard. „Seine Schwestern beteten ihn an. Er war der ganze Stolz und Freude seiner Eltern. Wenn er gut gestimmt war, war der Palast wie verwandelt. Jeder und alles schien in der Sonne gebadet.“ Gilliard erwähnte eine auffallende Ähnlichkeit des Jungen zu seiner Mutter. Er war groß für sein Alter, mit „einem langen, fein geschnittenen Gesicht, feinen Zügen, braunem Haar mit einem kupferfarbenen Glanz und großen grau-blauen Augen wie seine Mutter“. Obwohl er intelligent und liebevoll war, war seine Ausbildung häufig unterbrochen durch Ausbrüche der Hämophilie. Alexei trug als Kind, wie alle Männer der Romanows, eine Matrosenuniform und spielte Kriegsspiele. 
Es war ihm verboten, mit dem Fahrrad zu fahren oder wild zu spielen. Trotz der Beschränkungen in seinen Tätigkeiten war Alexei von Natur aus aktiv und lebhaft und hatte einen einfachen Geschmack. Er weigerte sich, eine andere Sprache als Russisch zu sprechen, und genoss das Tragen einer russischen Tracht. Als kleines Kind spielte er gelegentlich Streiche auf Kosten der Gäste. Der Lehrer Gilliard diskutierte mit den Eltern Alexeis, um sie schließlich zu überzeugen, dass eine größere Autonomie des Kindes zur Entwicklung einer besseren Selbstkontrolle beitragen würde. Der heranwachsende Alexei nutzte diese ungewohnte Freiheit und fing an, einigen seiner früheren Schwächen zu entwachsen. Höflinge berichteten, dass seine Krankheit ihn empfindlich für die Schmerzen der anderen machte. Zarewitsch Alexei war einer der ersten Pfadfinder in Russland. 
Der Aide-de-camp des Zaren, Oberst Mordinow, erinnerte sich an Alexei:

„Er hatte das, was wir Russen in der Regel als ein ‚goldenes Herz‘ bezeichneten. Er ging leicht mit Menschen eine Bindung ein, er mochte sie und versuchte sein Bestes zu tun, um ihnen zu helfen, vor allem, wenn es ihm schien, dass jemand zu Unrecht verletzt wurde. Seine Liebe, wie die der Eltern, war in erster Linie auf der Grundlage des Mitleids. Zarewitsch Alexei Nikolajewitsch war furchtbar faul, aber durchaus ein fähiger Junge (ich glaube, er war faul, gerade weil er fähig war), er begriff alles schnell, wurde nachdenklich und leidenschaftlich über seine Jahre … Trotz seiner Gutmütigkeit und seines Mitleides versprach er zweifellos, einen festen und unabhängigen Charakter in der Zukunft zu besitzen.“

Bei mehreren Fällen von Blutungen des Zarensohnes wurde der am kaiserlichen Hof bekannte Heiler und Wanderprediger Rasputin zu Hilfe gerufen, erstmals im Jahre 1907 auf Anraten der Großfürstin Anastasia von Montenegro, ein anderes Mal im Jahre 1912 durch Vermittlung der Hofdame Anna Wyrubowa. Beide Frauen gehörten zum Kreis der Anhängerinnen des sibirischen „Wunderheilers“. Nachdem Rasputins Anwesenheit stets die Erholung des Zarensohnes zur Folge hatte, förderte dies seine Bekanntheit sowie seine Stellung in der St. Petersburger Gesellschaft.

### Krieg und Revolution

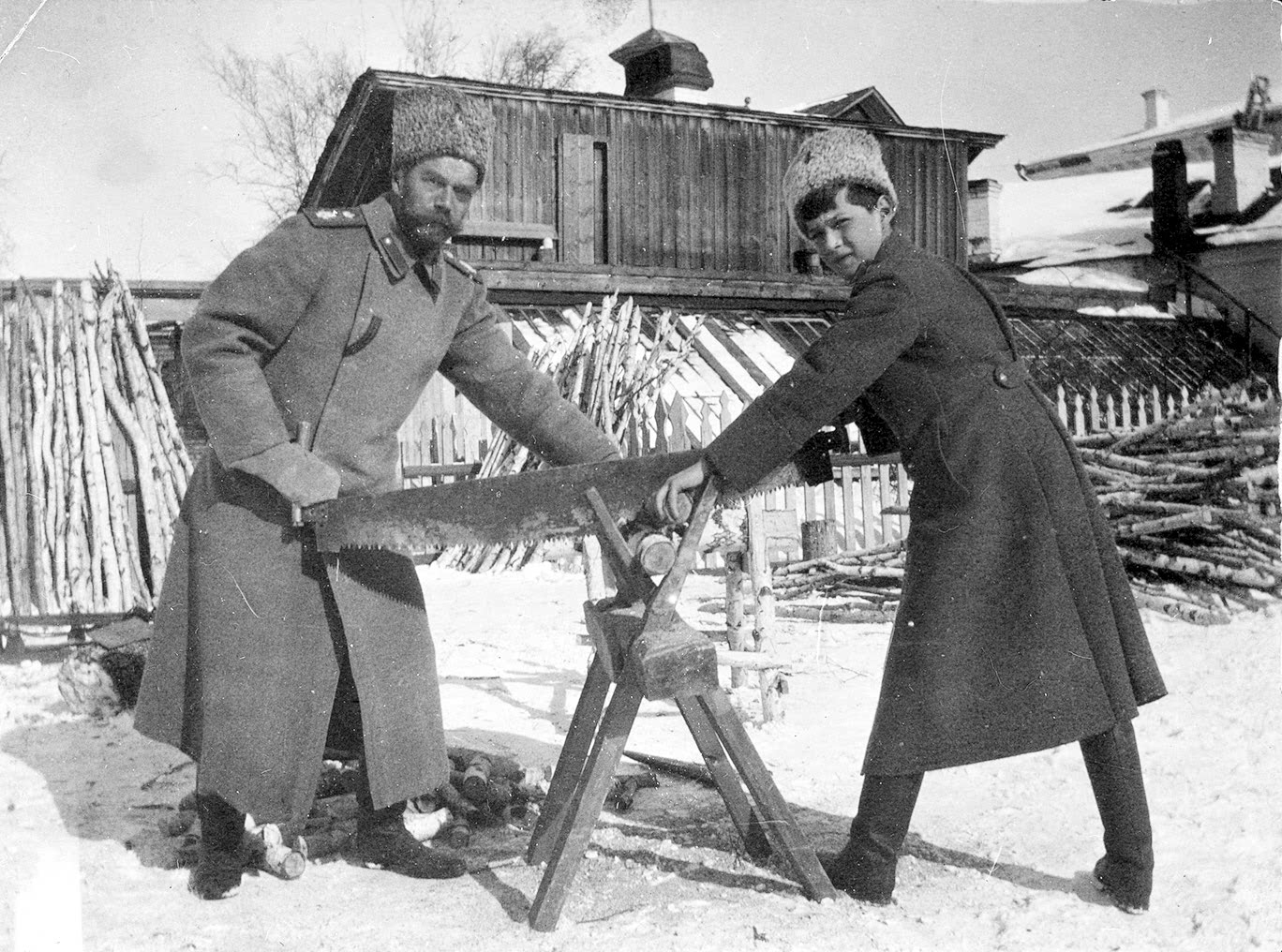
Nikolaus II. und sein Sohn Alexei beim Holzsägen, Tobolsk 1917

Im Ersten Weltkrieg, als sein Vater Befehlshaber der Russischen Armee war, hielt er sich mit ihm im Hauptquartier in Mahiljou auf und beobachtete das militärische Leben. Im Dezember 1916 erhielt der Leiter des britischen Militärs auf Stavka, Major-General Sir John Hanbury-Williams, die Nachricht vom Tod seines Sohnes. Zar Nikolaus schickte den zwölfjährigen Alexei zu dem trauernden Vater, um bei diesem zu sitzen. „Papa erzählte mir, ich solle bei Ihnen sitzen, weil er dachte, dass Sie sich heute Nacht alleine fühlen würden“, erzählte Alexei dem General. 
Im Verlauf der Oktoberrevolution 1917 wurde er mit seiner Familie von den Bolschewiki zunächst in Tobolsk gefangengehalten, verletzte sich jedoch beim Schlittern so stark in der Leiste, dass er auf einen Rollstuhl angewiesen war. Am 23. Mai 1918 wurde er mit der Familie nach Jekaterinburg transportiert und dort bis zu seinem Tod in der Villa Ipatjew in stark bewachter Gefangenschaft gehalten.

### Tod
In der Nacht zum 17. Juli 1918 wurde er im Alter von 13 Jahren mit der restlichen ehemaligen Zarenfamilie erschossen. Das erste Erschießungskommando tötete Nikolaus, die Zarin und die beiden männlichen Bediensteten. Der Junge blieb trotz Schüssen auf ihn am Leben und die Mörder versuchten mehrmals, ihn mit Bajonetten zu erstechen. „Nichts schien zu funktionieren“, schrieb Jurowski später. „Obwohl er verletzt war, lebte er weiter.“ Unbemerkt von den Mördern war der Oberkörper des Zarewitsch durch ein Hemd unter seinem Gewand geschützt, in dem kostbare Edelsteine eingenäht waren. Der für die Exekution verantwortliche Offizier berichtete, dass dem Jungen zweimal in den Kopf geschossen wurde, bis er endgültig verstummte. Er war das letzte der Opfer, der umgebracht wurde. 
Der Verbleib der sterblichen Überreste Alexeis und seiner Schwester Maria war über Jahrzehnte ungewiss, denn sie konnten trotz großangelegter Suche nicht gefunden werden. Im Sommer 2007 wurden sie jedoch von einem Archäologenteam entdeckt. Das Ergebnis der DNA-Analyse, welches am 30. April 2008 veröffentlicht wurde, bestätigte, dass es sich bei den Knochen zweifelsfrei um die Gebeine von Alexei und Maria handelt. Damit wurde rund 90 Jahre nach der Ermordung der Zarenfamilie deren Schicksal endgültig geklärt.

## Vorfahren
| Ahnentafel Alexei Nikolajewitsch Romanow  | Ahnentafel Alexei Nikolajewitsch Romanow                                                                            | Ahnentafel Alexei Nikolajewitsch Romanow                                                                            | Ahnentafel Alexei Nikolajewitsch Romanow | Ahnentafel Alexei Nikolajewitsch Romanow                                                                            | Ahnentafel Alexei Nikolajewitsch Romanow                                                                                 | Ahnentafel Alexei Nikolajewitsch Romanow                                                                                 | Ahnentafel Alexei Nikolajewitsch Romanow                                                                                 | Ahnentafel Alexei Nikolajewitsch Romanow                                                                                 |
| ----------------------------------------- | --- | --- | --- | --- | --- | --- | --- | --- |
| Ururgroßeltern                            | Zar Nikolaus I. von Russland (1796–1855) ⚭ 1817 Prinzessin Charlotte von Preußen (1798–1860)                        | Großherzog Ludwig II. von Hessen und bei Rhein (1777–1848) ⚭ 1804 Prinzessin Wilhelmine von Baden (1788–1836)       | Herzog Friedrich Wilhelm von Schleswig-Holstein-Sonderburg-Glücksburg (1785–1831) ⚭ 1810 Prinzessin Luise Karoline von Hessen-Kassel (1789–1867) | Landgraf Wilhelm von Hessen-Kassel (1787–1867) ⚭ 1810 Prinzessin Louise Charlotte von Dänemark (1789–1864)          | Großherzog Ludwig II. von Hessen und bei Rhein (1777–1848) ⚭ 1804 Prinzessin Wilhelmine von Baden (1788–1836)            | Prinz Wilhelm von Preußen (1783–1851) ⚭ 1804 Prinzessin Marianne von Hessen-Homburg (1785–1846)                          | Herzog Ernst I. von Sachsen-Coburg und Gotha (1784–1844) ⚭ 1826 Prinzessin Luise von Sachsen-Gotha-Altenburg (1800–1831) | Prinz Edward Duke of Kent and Strathearn (1767–1820) ⚭ 1818 Prinzessin Victoria von Sachsen-Coburg-Saalfeld (1786–1861)  |
| Urgroßeltern                              | Zar Alexander II. von Russland (1818–1881) ⚭ 1841 Zarin Maria Alexandrowna (Marie von Hessen-Darmstadt) (1824–1880) | Zar Alexander II. von Russland (1818–1881) ⚭ 1841 Zarin Maria Alexandrowna (Marie von Hessen-Darmstadt) (1824–1880) | König Christian IX. von Dänemark (1818–1906) ⚭ 1842 Prinzessin Louise von Hessen (1817–1898)                                                     | König Christian IX. von Dänemark (1818–1906) ⚭ 1842 Prinzessin Louise von Hessen (1817–1898)                        | Prinz Karl von Hessen und bei Rhein (1809–1877) ⚭ 1836 Prinzessin Elisabeth von Preußen (1815–1885)                      | Prinz Karl von Hessen und bei Rhein (1809–1877) ⚭ 1836 Prinzessin Elisabeth von Preußen (1815–1885)                      | Prinz Albert von Sachsen-Coburg und Gotha (1819–1861) ⚭ 1840 Königin Victoria von Großbritannien (1819–1901)             | Prinz Albert von Sachsen-Coburg und Gotha (1819–1861) ⚭ 1840 Königin Victoria von Großbritannien (1819–1901)             |
| Großeltern                                | Zar Alexander III. von Russland (1845–1894) ⚭ 1866 Zarin Maria Fjodorowna (Dagmar von Dänemark) (1847–1928)         | Zar Alexander III. von Russland (1845–1894) ⚭ 1866 Zarin Maria Fjodorowna (Dagmar von Dänemark) (1847–1928)         | Zar Alexander III. von Russland (1845–1894) ⚭ 1866 Zarin Maria Fjodorowna (Dagmar von Dänemark) (1847–1928)                                      | Zar Alexander III. von Russland (1845–1894) ⚭ 1866 Zarin Maria Fjodorowna (Dagmar von Dänemark) (1847–1928)         | Großherzog Ludwig IV. von Hessen-Darmstadt (1837–1892) ⚭ 1862 Prinzessin Alice von Großbritannien und Irland (1843–1878) | Großherzog Ludwig IV. von Hessen-Darmstadt (1837–1892) ⚭ 1862 Prinzessin Alice von Großbritannien und Irland (1843–1878) | Großherzog Ludwig IV. von Hessen-Darmstadt (1837–1892) ⚭ 1862 Prinzessin Alice von Großbritannien und Irland (1843–1878) | Großherzog Ludwig IV. von Hessen-Darmstadt (1837–1892) ⚭ 1862 Prinzessin Alice von Großbritannien und Irland (1843–1878) |
| Eltern                                    | Zar Nikolaus II. von Russland (1868–1918) ⚭ 1894 Zarin Alexandra Fjodorowna (Alix von Hessen-Darmstadt) (1872–1918) | Zar Nikolaus II. von Russland (1868–1918) ⚭ 1894 Zarin Alexandra Fjodorowna (Alix von Hessen-Darmstadt) (1872–1918) | Zar Nikolaus II. von Russland (1868–1918) ⚭ 1894 Zarin Alexandra Fjodorowna (Alix von Hessen-Darmstadt) (1872–1918)                              | Zar Nikolaus II. von Russland (1868–1918) ⚭ 1894 Zarin Alexandra Fjodorowna (Alix von Hessen-Darmstadt) (1872–1918) | Zar Nikolaus II. von Russland (1868–1918) ⚭ 1894 Zarin Alexandra Fjodorowna (Alix von Hessen-Darmstadt) (1872–1918)      | Zar Nikolaus II. von Russland (1868–1918) ⚭ 1894 Zarin Alexandra Fjodorowna (Alix von Hessen-Darmstadt) (1872–1918)      | Zar Nikolaus II. von Russland (1868–1918) ⚭ 1894 Zarin Alexandra Fjodorowna (Alix von Hessen-Darmstadt) (1872–1918)      | Zar Nikolaus II. von Russland (1868–1918) ⚭ 1894 Zarin Alexandra Fjodorowna (Alix von Hessen-Darmstadt) (1872–1918)      |
| Alexei Nikolajewitsch Romanow (1904–1918) | | | | | | | | |

## Ehrung
Im August 2000 wurden Alexei Nikolajewitsch Romanow und seine Familie von der Russisch-Orthodoxen Kirche als Leidensträger (Strastoterpez) heiliggesprochen. Leidensträger sind in der Orthodoxie solche Heilige, die anders als Märtyrer nicht für ihren christlichen Glauben starben, sondern nur als Christen aufrecht in den Tod gingen.

## Prätendenten
Im Lauf der Jahrzehnte gab es mehrere Prätendenten, die behaupteten, der Sohn des Zaren zu sein. Als Erster „Überlebender“ erschien Alexei Poutziado 1919 in Omsk. Er wurde sehr bald von Pierre Gilliard, dem ehemaligen Erzieher der Zarenkinder entlarvt, der diese Geschichte in seinem Buch »Le tragique Destin de Nicolas II et de sa famille« wiedergab. 1927 trat in Polen ein Prätendent namens Eugene Nicolaievich Ivanoff auf, der in Europa und Nordamerika für kurze Zeit viel Aufmerksamkeit erhielt.
Anfang der 1960er Jahre gab sich der polnische Spion Michael Goleniewski als Alexei aus. Er behauptete, einer der Attentäter habe die Familie gerettet und ihr zur Flucht verholfen. Angeblich reiste die gesamte Familie über die Türkei, Griechenland und Österreich nach Polen. Goleniewski, in dessen Personalausweis als Geburtsdatum 1922 stand, war achtzehn Jahre jünger als Alexei. Als Erklärung dafür behauptete er, dass seine (nie bestätigte) Hämophilie ihn jünger erscheinen ließ, als er tatsächlich war. 1963 traf sich Golenewski mit Eugenia Smith, die überzeugt war, Großfürstin Anastasia zu sein. Über das Treffen der angeblichen Geschwister berichtete die Zeitschrift Life.
Größere mediale Aufmerksamkeit erhielt auch der 1988 verstorbene Vassili Filatov, über dessen Fall noch 1998 ein umfangreiches Buch erschien. Seine Kinder, die eine gewisse physische Ähnlichkeit mit Mitgliedern der Zarenfamilie aufweisen, sind bis heute überzeugt, dass ihr Vater Alexei Romanow gewesen sein könnte.